# Wendelin Kanitzer

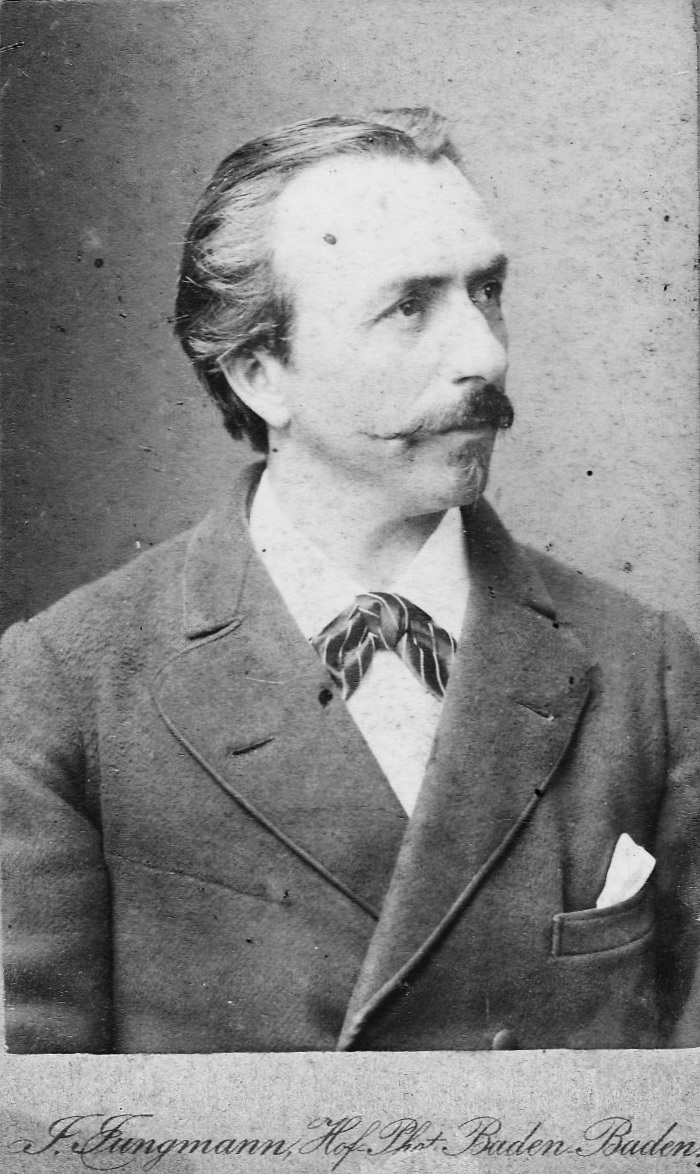
Wendelin Kanitzer

Wendelin Kanitzer (* 1841 in Haueneberstein, Großherzogtum Baden; † unbekannt) war ein deutscher Maler.
Kanitzer ist zwischen 1861 und 1870 in Paris nachweisbar. Er war dort Schüler im Atelier von Jean-Louis Hamon und an der École spéciale de dessin bei Alexandre Laemlein. Ab 1863 war er Schüler an der École des Beaux-Arts in den Klassen von Adolphe Yvon und Jean-Baptiste Farochon.

## Werke
- Figure dessinée d’après nature, 1866, gewischte Kohle, schwarze Kreide/Papier, 61,1 × 46,1 cm, Paris, École nationale supérieure des beaux-arts Inv. Nr. FDN 7
- Discobole au repos. Figure dessinée d’après l’antique, 1869, schwarze Kreide/Papier, 61 × 46,2 cm, Paris, École nationale supérieure des beaux-arts  Inv. Nr. FDA 14
- Discobole au repos. Figure dessinée d’après l’antique, 1870, schwarze Kreide/Papier, 61,2 × 45,5 cm, Paris, École nationale supérieure des beaux-arts Inv. Nr. FDA 18